# Papito Andújar
José Arquímedes -Papito- Andújar, es un reconocido profesor de música dominicano. Ha enseñado por más de 40 años y entre sus alumnos destacan el merenguero Fernando Villalona y Angelito Villalona. Papito proviene de una familia de artistas; es hermano del pintor dominicano Juan Plutarco Andújar, y sus hijos también se destacan en el arte nacional.